# Саитмуратов, Абдусамат
Абдусамат Саитмуратов — советский хозяйственный и государственный деятель, лауреат Государственной премии СССР за выдающиеся достижения в труде.

## Биография
Родился в 1923 году на территории современного Баяутского района Сырдарьинской области. Член КПСС.
В 1952—1983 — механизатор, бригадир механизированной бригады хлопководов совхоза «Баяут-2» Баяутского района Сырдарьинской области Узбекской ССР.
За выдающиеся достижения в труде, освоение и внедрение комплексной механизации при возделывании технических, овощных, плодовых культур, картофеля и получение высоких устойчивых урожаев был в составе коллектива удостоен Государственной премии СССР за выдающиеся достижения в труде 1975 года.
Умер в Баяутском районе после 1983 года.

## Награды
- Орден Знак Почёта
- Орден Трудовой Славы II степени
- Орден Трудовой Славы III степени